# 네르미나 루카츠
네르미나 루카츠(Nermina Lukac, 1990년 1월 5일 ~ )는 스웨덴의 배우이다. 제48회 굴드바게상 여우주연상 수상자이다.